# Geoff Hurst
Geoffrey Charles «Geoff» Hurst (Ashton-under-Lyne, Lancashire, 8 de diciembre de 1941) es un exfutbolista inglés. 
Marcó tres goles en el partido de la final de la Copa Mundial de Fútbol de 1966 contra Alemania (incluyendo el polémico gol fantasma) y eso lo convirtió en el primer jugador de fútbol en realizar un triplete en una final de la Copa Mundial de Fútbol (logro que fue igualado por Kylian Mbappé en la final de Catar 2022). Gracias a sus goles, Inglaterra ganó la final con un resultado de 4 a 2 en Wembley.
En la fase de clasificación para el Mundial de 1966, Hurst sustituyó a Jimmy Greaves tras una lesión. Se quedó con su puesto, marcó en la segunda ronda y consiguió hacer historia.
En 2007, la FIFA concedió medallas a Greaves y al resto de suplentes de los equipos ganadores de los mundiales.

## Clubes

### Como jugador
| Club                 | País       | Año       |
| -------------------- | ---------- | --------- |
| West Ham United      | Inglaterra | 1959-1972 |
| Stoke City           | Inglaterra | 1972-1975 |
| West Bromwich Albion | Inglaterra | 1975-1976 |

### Como entrenador
| Club                  | País       | Año       |
| --------------------- | ---------- | --------- |
| Chelsea Football Club | Inglaterra | 1979-1981 |

### Participaciones en laCopa Mundial de Fútbol
| Mundial                        | Sede       | Resultado        | Partidos | Goles |
| ------------------------------ | ---------- | ---------------- | -------- | ----- |
| Copa Mundial de Fútbol de 1966 | Inglaterra | Campeón          | 3        | 4     |
| Copa Mundial de Fútbol de 1970 | México     | Cuartos de final | 3        | 1     |

## Palmarés

### Campeonatos nacionales
| Título           | Club            | País       | Año  |
| ---------------- | --------------- | ---------- | ---- |
| FA Cup           | West Ham United | Inglaterra | 1964 |
| Community Shield | West Ham United | Inglaterra | 1964 |

### Torneos internacionales
| Título                 | Equipo (*)      | Sede       | Año  |
| ---------------------- | --------------- | ---------- | ---- |
| Recopa de Europa       | West Ham United | Londres    | 1965 |
| Copa Mundial de Fútbol | Inglaterra      | Inglaterra | 1966 |